# Fate/hollow ataraxia
Fate/hollow ataraxia (フェイト/ホロウアタラクシア Feito/horō atarakushia) – japońska powieść wizualna dla dorosłych, stworzona przez Type-Moon i wydana w 2005 roku na komputery osobiste. Wersja od lat 15 została wydana na Playstation Vita 27 listopada 2015 roku. Jest to sequel gry Fate/stay night.

## Fabuła
Fabuła Fate/hollow ataraxia rozpoczyna się około 8 miesięcy po wydarzeniach z Fate/stay night. Podobnie jak w poprzedniej grze, akcja rozgrywa się w mieście Fuyuki. Fabuła nie kontynuuje żadnej konkretnej gałęzi Fate/stay night, zawiera odniesienia do wszystkich z nich. Bazett Fraga McRemitz, członkini Stowarzyszenia Magów i mistrzyni w Piątej Wojnie o Świętego Graala, budzi się czwartego dnia tej wojny z nowym sługą, Avengerem, i nie pamięta, co działo się z nią wcześniej. Razem wyruszają, aby walczyć i zwyciężyć w wojnie o Świętego Graala.
Tymczasem Shirō Emiya wiedzie spokojne życie ze wszystkimi swoimi przyjaciółmi z Piątej Wojny o Świętego Graala. Jednak po tym, jak jedno z jej eksperymentów zakłóca czas i przestrzeń, Rin Tohsaka wyjeżdża do Stowarzyszenia Magów w Anglii, aby naprawić to, co zepsuła. Słudzy wyczuwają nowe zagrożenie, a niedługo potem pojawiają się mroczne istoty. Shirō, jako środek ostrożności, wyrusza, aby upewnić się, że nikt nie jest w niebezpieczeństwie, ale zamiast tego często spotyka tajemniczą dziewczynę, Caren Ortensia.
Zarówno Bazett, jak i Shirō, znajdują się w pętli czasowej trwającej cztery dni, rozpoczynającej się od czwartego dnia Piątej Wojny o Świętego Graala. Za każdym razem, gdy umierają lub przeżywają cztery dni, budzą się znów pierwszego dnia pętli, pamiętając to, co działo się od początku pierwszej pętli czasowej. Determinowani, aby zakończyć tę pętlę, Bazett, Avenger i Shirō walczą, aby odkryć prawdę o tym, co spowodowało nieustanne cztery dni.

## Bohaterowie
- Bazett Fraga McRemitz (バゼット・フラガ・マクレミッツ, Bazetto Furaga Makuremittsu) Pierwszy z trójki głównych bohaterów. Mag z Rycerzy Czerwonej Gałęzi, wysłany przez Stowarzyszenie Magów do walki w Piątej Wojnie o Świętego Graala. Urodzona w Irlandii jako potomkini starego rodu magów, Bazett początkowo przywołała Lancera, swojego bohatera z dzieciństwa. Niestety, została zdradzona przez swojego dawnego kolegę, Kotomine, a jej lewe ramię wraz z pieczęciami dowodzenia zostały skradzione. Pozostawiona na pewną śmierć, została odkryta przez Avengera, który stworzył pętlę czasową w umyśle Bazett, aby umożliwić jej przetrwanie po śmiertelnych obrażeniach. Bazett może bezpośrednio walczyć i pokonywać Sługi dzięki magii opartej na umiejętnościach rodzinnych i jej rodowemu Szlachetnemu Fantazmatowi: świętemu sztyletowi Fragarach, który odwraca czas, umożliwiając jej zawsze pierwszy atak w odpowiedzi na ostateczny atak przeciwnika.  Seiyuu: Hitomi Nabatame.

- Caren Ortensia (カレン・オルテンシア, Karen Orutenshia) Nowa i centralna postać w historii, Caren jest członkinią Kościoła i pracuje jako kapłanka. Jest serdeczna i pełna empatii, uważając, że jej jedynym celem w życiu jest pomaganie innym, nawet jeśli musi przy tym znosić własne cierpienia. Nigdy nie obwinia osoby, która ją skrzywdziła, przekonana, że to demony są odpowiedzialne za grzechy popełniane przez ludzi. Za każdym razem, gdy czuje się winna, przeprasza raczej Boga niż daną osobę. Pomimo swojej dobroci, uwielbia dokuczać i wykorzystywać emocjonalną wrażliwość innych. Gdy odkryje słaby punkt danej osoby, lubi ujawniać go na oczach wszystkich. Choć to antagonizuje wielu bohaterów i wywołuje kontrowersje, ona sama pozostaje spokojna. Ponadto, mimo że jest kapłanką, celowo wybrała nosić odsłaniający kostium bez spódnicy, aby zarówno zwiększyć swoją mobilność, jak i uwodzić mężczyzn.  Jako członkini Kościoła, Caren pomaga w egzorcyzmach. Jej ciało posiada niezwykłą właściwość: jeśli w jej pobliżu znajduje się osoba opętana przez demona, sama odczuwa ból tak jak ta opętana osoba. W rezultacie egzorcyści wykorzystują ją jako swego rodzaju radar do wykrywania demonów. Zdolność ta jest szczególnie widoczna, gdy zbliża się do Avengera, a jej ciało pokrywa się groteskowymi kolcami. W wyniku tej mocy jest zawsze pokryta bandażami. Odczuwa także fizyczny ból, gdy ludzie w jej otoczeniu czynią złe rzeczy. W walce używa czerwonej tkaniny z Magdali, która ma moc wiązania ludzi siłą. Jednak gdy mężczyzna jest związany, nie można przeciwko niemu użyć żadnych szkodliwych ataków fizycznych, inaczej Magdala staje się bezużyteczna. W rzeczywistości jest córką Kotomine Kirei i nienawidzi go za to, że ją porzucił. W epilogu interesuje się Shirō ze względu na jej bliskie interakcje z Avengerem w pętli czasowej, nawet malując go olejem, aby przypominał Avengera. Dodatkowo, sprawuje kontrolę nad Lancerm na przerażenie Bazett jako rekompensatę za uratowanie Bazett, ale odmawia zwrócenia Pieczęci Dowodzenia Bazett, chyba że otrzyma sztuczną rękę Bazett, którą obaj postrzegają jako sentymentalną pamiątkę po Avengerze. Seiyuu: Ami Koshimizu.
- Avenger (アヴェンジャー, Avenger) Ósmy Sługa, przywołany w Trzeciej Wojnie o Świętego Graala jako zamiennik Berserkera, stanowi kluczową postać w historii. Avenger, pierwotnie zwykły chłopiec z dawnych czasów na Bliskim Wschodzie, stał się Angra Mainyu w wyniku okrutnego losu, kiedy to został oznaczony jako ucieleśnienie zła w wyniku losowej loterii. Był torturowany aż do starości, aby, jako ucieleśnienie zła, mógł pozwolić mieszkańcom wioski żyć bez grzechu. Stał się pierwszym "antybohaterem", który wszedł do Tronu Bohaterów, a także stał się wzorem dla wszystkich męczenników w Tronie Bohaterów.  Później został przywołany jako Mściciel w Trzeciej Wojnie o Świętego Graala przez Einzbern, choć próba ta zakończyła się jego śmiercią jako pierwszego Sługi (ponieważ nie był prawdziwym Angra Mainyu, który opuścił już Drugą Stronę Świata), co zepsuło Graala. Jednak ze względu na wiarę innych w jego istnienie jako Całego Zła Świata, Graal pozwala na przywołanie pewnych znanych złoczyńców i potworów z historii i mitologii jako "bohaterów". Avenger został uwolniony, kiedy Emiya Shirō i Saber zniszczyli Graala na końcu Piątej Wojny o Świętego Graala, natknęli się na umierającą Bazett i odpowiedzieli na jej życzenie życia. W rezultacie Avenger stworzył pętlę czasową w umyśle Bazett i zreplikował uczestników Piątej Wojny oraz rozwój Trzeciej Wojny jako podstawę. Następnie wziął udział w tej pętli, używając ciała Emiyi Shirō jako powłoki, co pozwoliło mu doświadczyć spokojnego życia codziennego, jakie prowadził Shirō.  W walce posługuje się parą zniekształconych i kruchych sztyletów, a jego Noble Phantasm to "Verg Avesta", który odbija ból spowodowany atakiem przeciwnika. Ostatecznie Avenger postanowił zakończyć pętlę, gdy uświadomił sobie, że przysporzył wiele kłopotów. Przy wsparciu nowych przyjaciół i sojuszników walczył z fragmentami siebie samego, które chroniły Graal i zakończył pętlę raz na zawsze. Jednakże przed zakończeniem pętli otworzył ukrytą szczelinę w czasoprzestrzeni rzeczywistości w prawdziwym świecie, stworzoną przez kopię Rina Jeweled Sword of Zelretch. To pozwoliło na przywrócenie uczestników, którzy zginęli w rzeczywistej Piątej Wojnie o Świętego Graala, oraz przeniesienie wspomnień, które Avenger utworzył, działając jako Shirō, aby ten mógł żyć na ich podstawie. Dzięki temu Shirō, Caren i Bazett mogli prowadzić niezależne życie w tej nowej linii czasu. Seiyuu: Takuma Terashima.
- Shirō Emiya (衛宮 士郎, Emiya Shirō) W tej części Shirō, jeden z trzech głównych bohaterów, główny bohater poprzedniej Fate/stay night, doświadcza nieoczekiwanych zmian osobowości i chwilowych zaników pamięci, szczególnie związanych z jego własnymi umiejętnościami. Później okazuje się, że dzieje się tak, ponieważ "Shirō" jest połączony z Avengerem w tajemniczy sposób, co powoduje, że zamieniają się miejscami, gdy zapada noc. Sugeruje to, że albo Avenger ukrywa się w ciele Shirō, albo przyjmuje jego postać w ciągu dnia, ale zapomina o tym, ponieważ jego "nieistnienie" zostało nadpisane przez prawa ziemskie. Gdy Shirō/Avenger odkrywa prawdę, staje się skonfliktowany. Shirō, z jego naiwnym poczuciem sprawiedliwości, chce zakończyć pętlę, podczas gdy Avenger chce nadal żyć dniem jako Shirō, stale powtarzając cykl, aby mógł doświadczyć, choćby pośrednio, życia normalnego chłopca, którego nigdy nie miał.  Kiedy w końcu przekonuje Bazett do zakończenia pętli, okazuje się, że Shirō opętany przez Avengera był niczym więcej niż repliką Shirō, którą Avenger stworzył, aby zrealizować swoje osobiste pragnienie. Prawdziwy Shirō i jego przyjaciele nadal byli obecni w prawdziwym świecie, w Fuyuki, po wydarzeniach z Piątej Wojny o Świętego Graala, po upływie ponad pół roku. Gdy Avenger w końcu zakończył pętlę i uwolnił Bazett, przed całkowitym zniknięciem, Avenger/Grail znalazł ukrytą szczelinę, która otworzyła się w wyniku eksperymentu spowodowanego przez Rin, która użyła kopii Klejnotowego Miecza Zelretcha, zdobytego z pomocą Shirō i Illyi sześć miesięcy po Piątej Wojnie. Za pomocą tego, co pozostało z mocy Graala, Avenger poprawił szczelinę i zastąpił oryginalną linię czasu tą, którą pomógł stworzyć w umyśle Bazett. W ten sposób ożywił Mistrzów i Sługi, którzy zginęli lub zniknęli (w przypadku Saber) podczas konfliktu (z wyjątkiem Kotomine Kirei) i przeniósł wspomnienia wszystkich czasów, w których repliki osób Fuyuki, które były obecne w pętli świata, w tym prawdziwego Shirō.  W epilogu prawdziwy Shirō pozwala Bazettowi i Caren zamieszkać w domu Emiya.
- Saber (セイバー, Seibā)  Saber jest przedstawiana jako bardziej skłonna do otwarcia się i próby przyjęcia swojej płci, zamiast odrzucania jej, jak to robiła wcześniej, i angażuje się w tradycyjnie kobiece zadania, takie jak pieczenie i jest skłonna nosić bardziej jawnie kobiece ubrania (np. bikini lub bluzkę), jeśli oznacza to zaimponowanie Shirō, ponieważ brak walki w ciągu dnia i wspólne mieszkanie z Riderem i Rin sprawiły, że Saber była bardzo świadoma swojego braku kobiecości. Rozsmakowała się również w japońskich słodyczach, wyruszając sama do miasta, by kupić je za kieszonkowe, które daje jej Taiga. Pozostaje zaciekle lojalna wobec Shirō/Avengera i kilkakrotnie naraża swoje życie (i traci je), aby go chronić. W miarę poznawania swojej płci, Saber zaczyna również ujawniać więcej na temat swojej prawdziwej osobowości: jest lojalna i odważna, ale jest też boleśnie nieśmiała i staje się niezwykle zazdrosna, gdy inne dziewczyny wyrażają zainteresowanie jej mistrzem, na przykład gdy Shirō/Avenger je kolację z Sakurą. Jeśli gracz będzie podążał za jej charakterem wystarczająco długo, Saber w końcu zwierzy się Shirō/Avengerowi, że choć uwielbia mieszkać w Japonii z nim i ich przyjaciółmi, zaczyna tęsknić za domem i chciałaby kiedyś wrócić do Anglii, choćby tylko w odwiedziny, mając nadzieję, że Shirō pojedzie z nią. Saber Alter również istnieje w jej wnętrzu i ujawnia się za każdym razem, gdy Saber oderwie kosmyk włosów, choć z czasem się regeneruje; Saber Alter jest przedstawiana jako przeciwieństwo Saber, ponieważ jest tępa, głośna, bezsensowna i lubi tanie, tłuste fast foody, takie jak hamburgery.
- Rin Tohsaka (遠坂 凛, Tōsaka Rin)  W pierwszej połowie gry Rin przebywa w Londynie. Powraca w drugiej połowie z pozornie dramatyczną zmianą osobowości (w szczególności zamiłowaniem do cosplayowania jako miko lub magiczne dziewczyny). Jednak stała się również doświadczonym magiem, demonstrując to, gdy jako pierwsza logicznie skomponowała wyjaśnienie, dlaczego czas był zapętlony przez cztery dni i kiedy udziela Shirō rad. W Fate/hollow ataraxia dzierży Kaleidostick, kolejny z wynalazków Zeltretcha, który po aktywacji przenosi wiedzę z alternatywnej wersji użytkownika do obecnego użytkownika, a także zapewnia wystarczające źródło Many. Jednak Kaleidostick nie lubi swojego twórcy i często manipuluje swoim użytkownikiem w upokarzających sytuacjach. Jej osobowość tsundere jest tutaj pokazana bardziej szczegółowo, co widać w jej interakcjach. Jest bardzo skąpa, władcza i złośliwa. Kilkakrotnie naśmiewa się z Shirō. Czuje coś do Shirō po tym, jak obserwuje go uparcie próbującego wykonać skok wzwyż, w którym nie miał szans. Chociaż nazywa go idiotą, Rin podziwia Shirō za jego wytrwałość i dobre serce. W Fate/hollow ataraxia, Kaleidostick jest odpowiedzialny za przekształcenie Rin w magiczną dziewczynę Kaleido-Ruby. Rin jest częściowo odpowiedzialna za obecny stan rzeczy we wszechświecie Fate/stay night. Po zakończeniu Piątej Wojny o Święty Graal, ona i siostra Shirō, Ilyasviel von Einzbern, eksperymentowały z tworzeniem kopii legendarnego Klejnotowego Miecza Zelretch i przypadkowo spowodowały, że każdy wynik może zostać narysowany w Fuyuki, co oznaczało, że w dowolnym momencie pęknięcie, które Rin stworzyła przez przypadek i zostało ukryte gdzieś w rzeczywistości czasoprzestrzeni Fuyuki, mogło zostać użyte do zmiany rzeczywistości i linii czasu, w której żyli i może zostać radykalnie zmienione z dnia na dzień w dowolnym momencie. Zostało to udowodnione w prologu gry, kiedy gra rozpoczyna się i jest to ten sam czas, w którym pętla świata stworzona przez Avengera zakończyła się, aby uwolnić Bazett z jej śpiączki przez ponad pół roku, rzeczywistość, którą Shirō i jego przyjaciele wiedzieli, jak zakończyła się Piąta Wojna o Świętego Graala, a wszyscy słudzy zniknęli wraz z końcem Wojny, została całkowicie zmieniona, gdy Avenger, używając swojej ostatniej siły jako Graala przed całkowitym zniknięciem, odnalazł to pęknięcie i naprawił je za pomocą efektów przeniesienia osi czasu, które pomógł stworzyć w umyśle Bazetta podczas wykonywania pętli świata, powodując, że ścieżki Fate, Unlimited Blade Works i Heaven's Feel z oryginalnej powieści wizualnej zbiegły się w jedną oś czasu, a następnie ustabilizowały się poprzez uszczelnienie tego pęknięcia, wskrzeszając w tym procesie Mistrzów i Sługi (z wyjątkiem Kotomine, Zōkena i Prawdziwy Assassin), którzy zginęli w tym konflikcie w prawdziwym świecie.
- Sakura Matō (間桐 桜, Matō Sakura)  Sakura bardzo rozwinęła się jako postać. Zachowując swoją powściągliwą naturę przez całą grę, Sakura zaczyna stawać się pewną siebie i samowystarczalną osobą zarówno jako magini, jak i przywódczyni, do tego stopnia, że udaje jej się nawet skarcić Taigę. Sakura została teraz kapitanem szkolnego klubu łuczniczego, który pilnie prowadzi z dużymi umiejętnościami pod okiem Ayako Mitsuzuri. Sakura stała się jedną z najlepszych łuczniczek w klubie do tego stopnia, że Taiga uwierzyła, że mogą wygrywać turnieje. Sakura przebywa teraz w rezydencji Emiya w weekendy, święta i specjalne okazje, stając się głową domu Matō, po tym jak wyparła Zōkena. Rider powiedział nawet, że zarówno Shinji, jak i Zōken teraz się jej boją. Sakura nadal pomaga w gotowaniu, stając się swego rodzaju sous chefem dla Shirō, głównego szefa kuchni w domu i utrzymując utrzymanie domu Emiya. Specjalnością Sakury są najwyraźniej wypieki, które pod tym względem biją na głowę wszystkich innych kucharzy w grze. Ona i Rin mają teraz świetną relację, naprawdę stając się siostrami, a Rin uczy ją gotowania i magii, mimo że Sakura zachowuje lekką urazę i kompleks niższości wobec Rin. Jeśli chodzi o Shirō, nadal wykazuje zazdrość wobec innych kobiet, gdy Shirō zwraca ich uwagę na nią i nadal go rozpieszcza. Zła i sadystyczna strona Sakury z trasy Heaven's Feel w Fate/stay night pojawia się tylko od czasu do czasu jako komiczna ulga w grze.
- Rider (ライダー, Raidā)  Od czasu Wojny Rider zaczęła mieszkać w domu Emiyi, stając się de facto dorosłą i żywicielką rodziny. Dostała pracę w sklepie z antykami, aby przynieść domowi bardzo potrzebny dochód i wyśmiewa Saber jako nic więcej niż darmozjada, choć oboje pogodzili się po tym, jak Rider kupił jej trochę słodyczy. Darzy uczuciem Shirō, ponieważ był pierwszym mężczyzną w jej życiu, który traktował ją z troską i szacunkiem, a raz uprawiała z nim seks, gdy spał, używając iluzji, by ukryć się w jego snach i otwarcie przyznając, że była otwarta na pomysł poliamorycznego związku między nią, Shirō i Sakurą. Podobnie jak Saber, ma problemy z przystosowaniem się do współczesnego świata i musi mieć wyjaśnione podstawowe pojęcia, takie jak przepraszanie.
- Inne bohaterowie  Choć odgrywają mniej znaczące role, wszyscy Mistrzowie i Słudzy z Piątej Wojny o Świętego Graala z Fate/stay night pojawiają się ponownie, z wyjątkiem Kirei Kotomine, Zōken Matō i Prawdziwy Assassin, ponieważ nigdy nie mieli przeżyć Piątej Wojny (Kotomine został przeklęty sztucznym sercem w Czwartej Wojnie, a zarówno Zōken Matō, jak i Prawdziwy Assassin pojawili się tylko na trasie Heaven's Feel).

## Adaptacje

### Manga
Powstało wiele zestawów antologii mangi opartych na serii wyprodukowanej przez różne firmy i narysowanej przez wielu różnych artystów. Pierwszy tom najwcześniejszej serii antologii został wydany przez Ichijinsha pod tytułem Fate/Hollow Ataraxia Anthology Comic, 7 stycznia 2006 roku pod ich odciskiem DNA Media Comics; piętnasty tom serii został wydany 25 sierpnia 2008 roku. Dwie serie antologii zostały następnie wydane przez Kadokawa, pierwsza to Fate/hollow Ataraxia ~ Comic la carte, wydana 10 stycznia 2006 r. Druga, Fate/hollow ataraxia Comic a la carte ~Happy Life hen~, została wydana 24 maja 2006 r. Kolejne dwie serie antologii zostały następnie wydane przez Enterbrain. Fate/hollow ataraxia Anthology Comic został wydany między 30 stycznia 2006 r. a 25 maja 2007 r. w dziewięciu tomach pod ich odciskiem Magi-Cu Comics. Seria 4-koma została później opublikowana przez Enterbrain między 25 grudnia 2007 r. a 25 grudnia 2008 r. w sześciu tomach. W 2013 r. manga Fate/hollow ataraxia zilustrowana przez Medori i opublikowana przez Kadokawa rozpoczęła serializację.